# Xysticus potamon
Xysticus potamon là một loài nhện trong họ Thomisidae.
Loài này thuộc chi Xysticus. Xysticus potamon được Hirotsugu Ono miêu tả năm 1978.